# Beg, Steal or Borrow
"Beg, Steal or Borrow" (tradução portuguesa: "Mendigar, Roubar ou Pedir Emprestado") foi a canção selecionada para representar o Reino Unido no Festival Eurovisão da Canção 1972, interpretada em inglês pela banda The New Seekers (na noite do evento participaram os seguintes membros da banda: Lyn Paul, Peter Doyle,Paul Layton, Marty Kristian e Eve Graham). Foi a quinta canção a ser interpretada na noite do evento, a seguir à canção espanhola "Amanece", interpretada por Jaime Morey e antes da canção norueguesa "Småting", interpretada por Grethe Kausland e Benny Borg. No final, a canção britânica terminou em segundo lugar, tendo recebido um total de 114 pontos. 

## Autoria
A canção tinha letra e música de Tony Cole, Steve Wolfe e Graeme Hall. Na noite do festival, a canção foi orquestrada por David McKay.

## Letra
Trata-se de uma canção de amor. É dirigida a um antigo amante (não se sabe se homem ou mulher). Chegam à conclusão de que os dois devem ficar juntos. A pessoa está totalmente apaixonada e sente muitas saudades  do seu antigo amante e quer que ele de volta, nem que para isso seja necessário  "Mendigar, Rouba ou Pedir emprestado".